# Fire & Ice (Gotthard)
One Team One Spirit è un singolo promozionale della rock band svizzera Gotthard, composto come inno della squadra di hockey su ghiaccio SC Bern e venduto solamente tramite PostFinance (il servizio postale svizzero) verso la fine del 2003. Si tratta dell'ultimo pezzo registrato con il chitarrista Mandy Meyer, che lascerà la band di lì a poco. Il brano è stato utilizzato come inedito nella raccolta One Team One Spirit - The Very Best l'anno successivo.
La canzone è stata accompagnata da un video musicale girato alla PostFinance-Arena, in cui si vedono i membri dei Gotthard interagire con i giocatori del Bern. Il video è incluso nel singolo come contenuto speciale.

## Tracce
Tutte le canzoni sono state composte da Steve Lee e Leo Leoni.
1. Fire & Ice – 3:11
2. Fire & Ice – Video